# Igor Lintz Maués
Igor Lintz Maués (São Paulo, 8 de dezembro de 1955) é um compositor e instrumentista brasileiro, radicado em Viena desde o final dos anos 80.
Estudou composição, música eletroacústica e de computador em São Paulo (Escola de Comunicações e Artes da Universidade de São Paulo), em Haia (Conservatório Real), em Utrecht (Instituto de Sonologia) e em Viena (Universidade de Música e Artes Cênicas). Seus principais professores foram Willy Corrêa de Oliveira, Gilberto Mendes, Louis Andriessen, Gottfried Michael Koenig e Wilhelm Zobl.
Pertence à geração dos compositores Paulo César Chagas, Denise Garcia, Silvia Ocougne, Silvio Ferraz, Flo Menezes e Mikahil Malt, de São Paulo, todos eles envolvidos com música e tecnologia.
Em Haia e Utrecht, foi colega de Kees Tazelaar, Armeno Alberts, Barbara Woof e Cort Lippe. Em Viena, de Andrea Sodomka, Elisabeth Schimana, Christoph Herndler, Catalina Peralta e Olga Neuwirth.
Nos anos 70, ainda adolescente em São Paulo, estudou arte experimental na Escola de Arte Brasil Dois Pontos (com José Resende, Carlos Fajardo, Luiz Paulo Baravelli e Frederico Nasser), tendo sido colega, entre outros, dos artistas Boi (José Carlos Cezar Ferreira), Mari Pini e Regina Boni. 
Na década de 1980 foi professor na Universidade Estadual Paulista (UNESP), onde dirigiu o Laboratório de Música Eletroacústica (criado por Michel Philippot e Conrado Silva em 1977).
Lá formou, com os alunos, o "Grupo de Música Eletroacústica do IAP", dando concertos em São Paulo, ABC e Santos.
Entre seus alunos na UNESP que ocupam hoje lugar de destaque na música eletroacústica brasileira estão Wilson Sukorski, Edson Zampronha, Anselmo Guerra de Almeida e Fernando Iazzetta. 
Sua dissertação "Música Eletroacústica no Brasil" (1989) tornou-se obra de referência sobre a história dos anos pioneiros dessa música no país.
Desde 1991 é professor na área de música eletroacústica e experimental (Instituto ELAK) na Universidade de Música e Artes Cênicas de Viena. Entre os alunos do Instituto ELAK que hoje ocupam lugar de destaque na música experimental austríaca estão Katharina Klement, Volkmar Klien, Franz Pomassl e Hannes Raffaseder. Diversos alunos da nova geração se agrupam numa plataforma chamada "Velak", que organiza regularmente concertos experimentais em Viena.
De 1995 a 97, lecionou também na área de design acústico em colaboração com o curso de Peter Weibel na 
Universidade de Artes Aplicadas de Viena. Desenvolveu igualmente projetos nessa universidade em 2005 e 2006.
De 1995 a 2000, foi presidente da Sociedade Austríaca de Música Eletroacústica. 
Seu livro "Acustica/Elektronischer Frühling - Dokumentation elektroakustischer Musik in Österreich" (1995, com Gerald Trimmel) documenta a situação da música eletroacústica austríaca entre as décadas de 1980 e 1990.
Nos anos 90, em Viena, colaborou na área da música eletroacústca com compositores como Krzysztof Penderecki, Iánnis Xenákis e Luc Ferrari.
Entre 1997 e 2002, dirigiu o fórum de compositores do ISMEAM - International Summer Meeting of Electroacoustic Music em Sárvár, Hungria.
De 2003 a 2009 foi diretor artístico da série de concertos "Klangprojektionen" em Viena.
Compositor convidado em diversos estúdios da América Latina e da Europa.
Participou de vários concertos e projetos internacionais. 
Iniciador (em 1999) e membro da "Vienna Noise Orchestra".
Há alguns anos sofre de doença de Parkinson, mas mantém-se ativo.

## Seleção de obras
- Die flüchtige Evidenz ("A evidência efêmera", 2012) para viola e eletrônica
- Pour Annette (2011) eletroacústica
- Ad multos annos (“Abertura de aniversário”, 2009) para orquestra sinfônica
- Loslassen ("Soltando", 2007) instalação sonora
- Schenk mir dein Ohr ("Dá-me ouvidos”, 2006) eletroacústica
- Sieben ("Sete", 2005) para percussão e eletrônica
- Wellen ("Ondas", 2003) instalação sonora
- Crater Music ("Música para cratera", 2002) eletroacústica
- Kadenz ("Cadência", 2001) para orquestra de câmara e eletrônica
- Concerto para quarteto elétrico e orquestra de ruídos (2001)
- A Voz do Guarani (2000) eletroacústica
- Der Kuss ("O Beijo", 1999) para o conjunto de câmara
- Allein ("Sózinho", 1995) para violão
- Umformung (“Transformação”, 1994) eletroacústica
- Triflauto (1994) para flauta e UPIC (sons eletrônicos)
- Trugklang (1993) para viola e eletrônica
- Jede Frau trägt einen Schrei ("Toda mulher carrega um grito", 1991) para trombone e multimeios
- Tropical Birds in the Pet Shop ("Pássaros tropicais na loja de animais”, 1991) eletroacústica
- Durch unsre Stadt zum Tor hinaus ("Feche a porta da direita com muito cuidado", 1990) eletroacústica
- Antes o mundo não existia (1989) eletroacústica
- Epifania - esboço II sobre grito e extermínio (1987-88) eletroacústica
- Muirte claus - em memória as vítimas da AIDS (1983-85) para voz e eletrônica

## Curiosidades
Em 1976 formou o grupo musical paulistano Premeditando o Breque, o Premê, juntamente com seus colegas do departamento de música da USP, Biafra / Mário Manga (Mário Augusto Aydar), Marcelo (Antônio Marcelo Galbetti), Claus (Claus Erik Petersen) e Azael (Azael Rodrigues). Igor atuou como intérprete, compositor, mas sobretudo como arranjador (fazendo uma mistura de citações,  paráfrases, paródias e versões cover). Ausentando-se do grupo por dois períodos (o primeiro para ir morar numa comunidade agrícola no sul da Bahia e o segundo para se aperfeiçoar em música eletrônica e de computador na Holanda), foi substituído 
por Wandi ( Wanderley Doratiotto) e depois por Osvaldo (Osvaldo Luiz Fagnani), que permaneceram então no conjunto. Em meados dos anos 80 deixou de ser membro regular, passando a colaborar esporadicamente com o grupo.
A Rádio MEC FM - 98.9 MHz levou ao ar em fevereiro e em setembro de 2013, no seu programa "Eletroacústicas", seis transmissões dedicadas a Igor Lintz Maués.

## Discografia
- Coletânea de Música Eletroacústica Brasileira (2009)
- ISMEAM '97 (1997)
- Música Eletroacústica Brasileira (1995)
- Sampling (1995)
- Premeditando o Breque (1995)
- Alegria dos Homens (1991)
- El Ak Mu (1989)
- Grande Coisa (1986)
- Quase Lindo (1983)
- Premeditando o Breque (1981)
- Empada Molotov (1980)
- 1o. Festival Universitário da MPB (1979)